# هوريكين
هوريكين (بالإنجليزية: Hurricane )‏ هي فرقة بوب وآر أند بي معاصر صربية تأسست في 2017.

## وصلات خارجية
- هوريكين على موقع ميوزك برينز (الإنجليزية)
- هوريكين على موقع ديسكوغز (الإنجليزية)